# Bergmoor
Bergmoor ist ein Ortsteil des Fleckens Diesdorf, im Altmarkkreis Salzwedel in Sachsen-Anhalt.

## Geographie
Das Straßendorf Bergmoor liegt drei Kilometer nordwestlich von Diesdorf in der Altmark. Das Gebiet nördlich des Dorfes wird vom Graben Reddigauer Vorfluter zur Salzwedeler Dumme entwässert. Östlich liegt der etwa 108 Meter hohe Schwabenberg. Das Dorf liegt im Landschaftsschutzgebiet Salzwedel-Diesdorf.
Nachbarorte sind Neuekrug und Reddigau im Nordwesten, Höddelsen im Norden, Schadeberg im Nordosten und Schadewohl im Osten.

## Geschichte

### Mittelalter bis Neuzeit
Bergmoor wurde erstmals im Jahre 1160 als Berchmere in einer Schenkung an das Kloster Diesdorf erwähnt. 1178 gehörten dem Kloster Hamersleben in Bermere 8 Hufen, 1242 heißt der Ort Beremere, 1254 gingen die Anteile des Klosters Hamersleben an minus berekmere an das Kloster Diesdorf. Wilhelm Zahn leitet daraus ab, dass es zu der Zeit noch zwei Dörfer, Klein und Groß Bergmoor gab. Im Jahre 1375 gehörte Berkmer dem Landbuch der Mark Brandenburg zufolge dem Kloster Diesdorf. 1458 war das Dorf möglicherweise schon wüst, 1585 war vom Berckmor die Rede.
1776 wurde das Kolonistendorf Berckmohr angelegt. 1804 heiß es Kolonie Bergmoor oder Berkemore. 1872 gab es eine Ziegelei im Dorf.
Wilhelm Zahn berichtete 1909: 500 Meter westlich des Dorfes Schadewohl am Weg zum jetzigen Dorf Bergmoor liegen die Bergmoorstücken. Hier hat eins der beiden Bergmoor, wahrscheinlich das kleinere, gelegen.
Auf dem Schwabenberg wurde im Jahr 1971 von den sowjetischen Streitkräften ein 71 Meter hoher Aufklärungsturm errichtet, im Volksmund „Café Moskau“ genannt. Er diente der Aufklärung des UKW-Funks, des Flugfunks der NATO sowie der Funk- und Satellitentelefone und ist 1998 gesprengt worden.

### Eingemeindungen
Ursprünglich gehörte das Dorf zum Salzwedelischen Kreis der Mark Brandenburg in der Altmark. Von 1807 bis 1813 lag es im Kanton Diesdorf auf dem Territorium des napoleonischen Königreichs Westphalen. Nach weiteren Änderungen kam die Gemeinde 1816 zum Kreis Salzwedel, dem späteren Landkreis Salzwedel.
Am 1. Oktober 1936 erfolgte der Zusammenschluss der Gemeinden Bergmoor und Schadewohl im Landkreis Salzwedel zu einer Gemeinde mit dem Namen Schadewohl.
Der Ortsteil Bergmoor kam am 20. Juli 1950 durch den Zusammenschluss von Schadewohl und Dülseberg zu Schadeberg. Seit dem 1. November 1992 (Eingemeindung von Schadeberg in Diesdorf) gehört der Ortsteil Bergmoor zur Gemeinde Diesdorf.

### Einwohnerentwicklung
| Jahr | Einwohner |
| ---- | --------- |
| 1789 | 31        |
| 1798 | 28        |
| 1801 | 28        |
| 1818 | 37        |
| 1840 | 55        |
| 1864 | 60        |

| Jahr | Einwohner |
| ---- | --------- |
| 1871 | 75        |
| 1885 | [00]69    |
| 1895 | 70        |
| 1900 | [00]62    |
| 1905 | 66        |
| 1910 | [00]66    |

| Jahr | Einwohner |
| ---- | --------- |
| 1925 | 70        |
| 2006 | 28        |
| 2015 | [00]24    |
| 2018 | [00]21    |
| 2020 | [00]19    |
| 2021 | [00]19    |

| Jahr | Einwohner |
| ---- | --------- |
| 2022 | [00]21    |
| 2023 | [0]22     |

Quelle, wenn nicht angegeben, bis 1925:

## Religion
Die evangelischen Christen aus Bergmoor gehören zu Kirchengemeinde Diesdorf, die früher zur Pfarrei Diesdorf gehörte und die jetzt betreut wird vom Pfarrbereich Diesdorf im Kirchenkreis Salzwedel im Bischofssprengel Magdeburg der Evangelischen Kirche in Mitteldeutschland.